# Jean-Claude Merceron
Jean-Claude Merceron, né le 12 janvier 1942 à Givrand (Vendée), est une personnalité politique française, ancien membre de l'UDF et membre de l'Alliance centriste.

## Biographie
Agréé en architecture, il est élu sénateur de la Vendée le 26 septembre 2004. Il siège au sein du groupe UCR au Sénat.

## Autres mandats
- Maire de Givrand (1977-2006).
- Vice-président du Conseil général de la Vendée ; conseiller général du canton de Saint-Gilles-Croix-de-Vie (1987-1988).
- Président du Syndicat Départemental d'Energie et d'Equipement de la Vendée (Sydev).
- Président du Syndicat mixte d'étude et de traitement des déchets ménagers et assimilés en Vendée (Trivalis).